# محمد عبد الله صالح الأحمر
اللواء محمد عبد الله صالح من مواليد 1939 في قرية بيت الأحمر، مديرية سنحان وبني بهلول بمحافظة صنعاء. هو أول قائد لقوات الأمن المركزي اليمنية وأحد قاداته سابقا وهو شقيق الرئيس اليمني السابق علي عبد الله صالح. 

## السيرة الذاتية
تلقى مبادئ العلوم في كُتَّابْ قريته، وحفظ بعضًا من القرآن الكريم، ثم انقطع عن التعليم بعد وفاة والده، وعمل في الزراعة. وفي سنة 1376هـ/1956م رحل إلى مدينة صنعاء، والتحق بالسلك العسكري، ثم أُرسِل مع بعض زملائه إلى مدينة الحديدة، وهناك تلقى دورات تدريبية وعملية، ودرس على عدد من فقهاء المساجد، وفي مدرسة (الأسلحة)، كما تدرب لمدة عام في مدينة باجل القريبة من مدينة الحديدة، ثم عاد إلى مدينة صنعاء، ودرس في مدرسة صف الضباط، وتخرج فيها بعد عامين برتبة صف ضابط، ثم كلف ببعض الأعمال؛ منها: معلمًا في السرية الخامسة في الجيش الدفاعي، ثم كلف بتدريب الضباط الفخريين من أبناء المشائخ، الذين التحق بعضهم بمدرسة الأسلحة.
وأثناء قيام الثورة والجمهورية في اليمن الشمالي التي أطاحت بالنظام الملكي سنة 1382هـ/1962م، شارك في عدد من الأدوار، وكلف مع بعض زملائه بحراسة قيادة الثورة، ثم بمطاردة الملك محمد بن أحمد بن يحيى حميد الدين، المعروف بـ(البدر) إلى مناطق ثلا، و عمران، وشبام من بلاد المحويت، كما عمل إلى جانب الأستاذ محمد محمود الزبيري بالتبشير والدعوة إلى النظام الجمهوري في بعض المناطق، ثم عين معلمًا للحرس الوطني، ثم كلف بقيادة سرية من الحرس في عدد من المعارك إلى جانب القوات المصرية في اليمن، وكلف مع المقدم أحمد سعد السياني ومحمد الكبسي لمواجهة قبائل خولان، وسنحان، أثناء انضمامهم لقوات الملكية، وشارك مع المقدم يحيى النهمي إلى منطقة نهم لنفس الغرض، ثم عاد إلى مدينة صنعاء، ومنها قاد سرية من الجيش إلى مدينة حجة؛ لفك الحصار عنها، ثم إلى مدينة ثلا، من بلاد عمران، وقد حوصرتا من قبل القوات الملكية وصاحب الترجمة فيها؛ حتى قاد الفريق حسن العمري عملية فك الحصار، ثم انتقل إلى مدينة تعز قائدًا لسرية عسكرية رابطت في منطقة الشريجة، و المسراخ، في باب المندب .
وفي حصار صنعاء المعروف بحصار السبعين يومًا؛ سنة 1388هـ/1968م، كُلِّف بقيادة مجموعة من القبائل لفكِّ الحصار عن الشيخ نعمان قائد راجح في منطقة خميس مذيور في الحيمة الخارجية، ثم قاتل خلال الحصار في منطقة الجرداء على مدخل صنعاء الشرقي، واستمر على ذلك حتى انتهى الحصار.
تدرج في ترقيته الميدانية إلى رتبة رائد، والتحق بالكلية الحربية في دفعتها العاشرة سنة 1389 هـ/ 1969 م، وحصل منها على البكالوريوس في العلوم العسكرية سنة 1392 هـ/ 1972م. تلقى دورة المركز الحربي بمدينة تعز بتخصص مشاة ومدرعات، ودبلوم في الإدارة العامة، كما حصل فيما بعد على درجة الماجستير الفخرية من المعهد العالي لضباط الشرطة بصنعاء.
عمل ضابطًا في لواء المجد، ثم عُيّن فيه قائدًا لكتيبة، ثم قائدً اللواء الرابع عشر في لواء حجة حتى عام 1394 هـ/ 1974 م، ثم عُين رئيسًا لعمليات اللواء الأول مجد، ثم أركان حرب لهذا اللواء، ثم نائبًا لقائد لواء المجد. وبعد أن تولى شقيقه الأصغر علي عبد الله صالح رئاسة الجمهورية كان من أبرز المخلصين له، والمشاركين في إرساء الأمن وتحديث قوات الجيش والأمن في محافظة تعز، ثم عين وكيلاً لوزارة الداخلية سنة 1398 هـ/ 1978 م، وضم إليه مركز تدريب الشرطة، الذي تحول سنة 1400 هـ/ 1980 م إلى اسم قيادة قوات الأمن المركزي يعتبر مؤسسه الأول ووهبه كل طاقته، وجهده ووقته حتى أصبح أحدث وأكبر وحدة عسكرية أمنية. كما عُيّن نائبًا لوزير الداخلية وقائدًا للأمن المركزي، واستمر في عمله هذا حتى قامت الوحدة اليمنية سنة 1410 هـ/ 1990 م، فترك عمله نائبًا في وزارة الداخلية استجابة لمتطلبات الحزب الاشتراكي الشريك في الحكم، واستمر قائدًا لـ قوات الأمن المركزي حتى وفاته.

## الأوسمة التي حصل عليها
حصل على عدد من الأوسمة والأنواط وشهادات التقدير، ومن ذلك:
1. شهادة تقدير وشكر إبان حصار السبعين،
2. وسام الواجب،
3. وسام الشرف،
4. وسام البطولة،
5. وسام الخدمة،
6. وسام الاستحقاق،
7. وسام الوحدة من الدرجة الثالثة.

## وفاته
توفي في 14 مايو 2001 في لندن، بريطانيا، متأثرًا بمرض الكبد، بعد صراع طويل مع المرض، حيث عاش سنوات عمره العشر الأخيرة على كبد آخر زُرع له في لندن، ونقل جثمانه إلى صنعاء وشيع في موكب جنائزي كبير شارك فيه رئيس الجمهورية وكبار المسؤولين في الدولة، ودُفن في مسقط رأسه في قرية بيت الأحمر.